# Kastracja (zespół muzyczny)
Kastracja – polski zespół muzyczny z Krakowa założony na przełomie 1991 i 1992 r. Muzyczna twórczość zespołu zaliczana jest do gatunku punk rock. W początkowym okresie działalności była to muzyka inspirowana punkiem przełomu lat 80. i 90. XX wieku, czasem z elementami reggae i hardcore punku, a późniejsze działania pod względem stylu muzycznego prowadzą do muzyki street punk/oi!. Zespół wystąpił między innymi na Festiwalu w Jarocinie oraz Punkowej Orkiestrze Świątecznej Pomocy.

## Historia i występy
Zespół został założony na przełomie lat 1991-1992 w Krakowie, przy czym pierwszy skład uformował się pod koniec 1991 r., a już w 1992 r. nastąpiły istotne jego zmiany. Do 1994 r. włącznie mieli na koncie wydanie już dwóch albumów muzycznych – „Nie Będzie Powrotu” i „Kto Zastrzelił Dezertera?”. Był to zresztą okres bardzo aktywnej działalności zespołu z wieloma koncertami. Ponadto 1994 r. był  również rokiem ich pierwszego występu na Festiwalu w Jarocinie. Swój koncert zagrali na małej scenie. Rok później następuje zmiana w zespole. Odchodzi Darek, a jego miejsce zajmuje Kaszka. Wydany zostaje nowy materiał zamieszczony w albumie „Mijający Czas”. W 1996 r. kapela bierze udział w „Punkowej Orkiestrze Świątecznej Pomocy”. Zespół daje jeszcze kilka koncertów po czym w tym właśnie roku zaprzestaje swojej działalności. Działalność grupy zamarła więc po ponad czterech latach, co jak wyjaśniają muzycy związane było zarówno z prozaicznymi przyczynami, jak brak czasu, a także bardziej związanymi z samą muzyką. Tu w grę weszła ówczesna sytuacja na scenie – według ich własnej oceny – na której wiało nudą oraz ich własny kryzys, zniechęcenie, utrata motywacji.
Powrót do twórczości muzycznej zespołu następuje w 2002 r.. Jak wyjaśnia jeden z członków zespołu udało się tego dokonać dzięki kilku okolicznościom, do których należał między innymi fakt, że perkusista zaczął już aktywnie działać w innych zespołach, uzyskania dostępu do sali prób i nowy impuls do grania punk rocka. Występuje wówczas między innymi na Lasówce. Z innych wydarzeń można wymienić koncert w klubie „Loch Ness” w Krakowie, na którym zespół wystąpił razem z takimi kapelami jak Blade Loki, Stan Zagrożenia i Dzieci Stanu Wojennego. W przeciągu 1,5 roku od reaktywacji udaje się stworzyć materiał na album muzyczny, który zostaje wydany w 2004 r., pod tytułem „Nie Będziemy Tacy...”, po raz pierwszy na płycie kompaktowej. Rok później zostaje nagrany nowy materiał. Nie ukazuje się jednak album z tymi nagraniami. Jedynie jeden z nowych utworów – „Musisz Walczyć” – zostaje zamieszczony w albumie kompilacyjnym z 2006 r. „Muzyka ulicy muzyka dla mas vol. 2”. 17.04.2005 r. w Krakowie zespół uczestniczy we wspólnym koncercie razem z zespołami: Leniwiec, The Bill i Psy Wojny. Po półrocznej przerwie w działalności zespołu z 2005 / 2006 r. zespół ponownie przystępuje do pracy ale w zmienionym składzie. Do zespołu dołącza Katiap, który wcześniej był członkiem grupy The Trinkers.
W dniu 12.03.2010 r. w krakowskim klubie „Imbir” odbył się wspólny koncert zespołów Kastracja i Moskwa. W dniach od 12 do 13 czerwca 2010 r., także w Krakowie, w Centrum Targowym Chemobudowa odbył się dwudniowy festiwal „Tattoofest 2010”. Jednym z wielu wykonawców uczestniczących w wydarzeniu była Kastracja.
Pod koniec 2016 r. na portalu internetowym Bandcamp zamieszczony został album „Jak Ci minął dzień?” zawierający 20 nagrań, w tym część bonusowych. Na dołączonej do albumu fotografii oprócz nazwy zespołu Kastracja, znajduje się podtytuł: z całą ekpiką serca elitą. Pośród bonusów znajduje się także wyżej wspominany utwór „Musisz Walczyć”.

## Skład i powiązania
Pierwszy skład zespołu z końca 1991 r. wyglądał następująco:
- Andrzej „Jędrek” Głuszek – gitara[1][15]
- Marcin Jackowicz – wokal[1]
- Wojciech „Rudy” Warmuz – perkusja[1][2][15].

Po zmianach w 1992 r. skład zespołu był następujący:
- Andrzej „Jędrek” Głuszek – wokal[1][2][5][15]
- Darek Matuła – gitara basowa[1][2][15]
- Tomasz „Mały” Kuprowski – gitara[1][2][5][15], wokal wspomagający / chórki[5][15]
- Wojciech „Rudy” Warmuz – perkusja[1][2][5][15].

Późniejsi członkowie zespołu:
- Marcin „Kaszka” Kasza – gitara basowa[1][2][5]
- Katiap – gitara, wokal[2].

| Członek          | 1991 | 1992-1994 | 1995-1996, 2002-2006 | od 2006 r. |
| ---------------- | ---- | --------- | -------------------- | ---------- |
| Darek            | Nie  | Tak       | Nie                  | Nie        |
| Jędrek           | Tak  | Tak       | Tak                  | Tak        |
| Kaszka           | Nie  | Nie       | Tak                  | Tak        |
| Katiap           | Nie  | Nie       | Nie                  | Tak        |
| Mały             | Nie  | Tak       | Tak                  | Nie        |
| Marcin Jackowicz | Tak  | Nie       | Nie                  | Nie        |
| Rudy             | Tak  | Tak       | Tak                  | Tak        |

Jak wyżej wspominano Kaszka wcześniej grał w zespole Strefa Zagrożenia, a Katiap, który dołączył do zespołu w 2006 r., wcześniej był członkiem grupy The Trinkers. Natomiast Wojciech „Rudy” Warmuz związany był także z zespołem 4 Wina na Łeb i 7,8%.

## Twórczość i opinie
Muzyka tworzona przez zespół Kastracja zaliczana jest do gatunku punk rock. W niektórych opiniach można znaleźć poglądy, że w muzyce zespołu wyraźne są inspiracje punkiem z przełomu lat 80. i 90. XX wieku, przy czym w początkowych okresach działalności kapeli kompozycje zawierały także elementy reggae i hardcore punku. Temu okresowi działalności zespołu wręcz przypisuje się przynależność do deprecjonowanego nurtu w punk rocku, określanego jako „punko-polo” albo „silver-punk”. Sami muzycy przyznają sporo racji takiemu spojrzeniu na ówczesną twórczość. Częściowo tłumaczą to ówczesną sytuacją na polskim rynku wydawniczym, gdzie poza zespołami o uznanej marce, większość młodych i nieznanych jeszcze zespołów miała szanse na wydanie albumu w może dwóch wytwórniach, co skutkowało określonymi trendami w twórczości. Ale miało to także swoje przełożenie na dużą popularność punk rocka i powiązaną z tym dużą sprzedażą wydawanych wówczas w znacznych nakładach albumów, co dotyczy także zespołu Kastracja. Jak przyznają muzycy to wiązało się z dużym zarobkiem wydawców i innych osób, ale niestety nie zespołów.
Późniejsze działania jakie zespół podjął po kilkuletniej przerwie, to twórczość z już nieco zmienioną stylistyką sprawiającą, że jest ona postrzegana jako street punk/oi!. W ten sposób w późniejszym dorobku zamieszczonym na płycie „Nie Będziemy Tacy...” zespół prezentuje kompozycje zarówno w stylu polskiego punk rocka połowy lat 90. XX wieku, jak i utwory w stylu muzycznym oraz w warstwie tekstowej ewidentnie należące do gatunku street punk/oi!, co wręcz uniemożliwiało ówcześnie jednoznaczne „zaszufladkowanie” kapeli do konkretnego stylu w ramach punk rocka. Mimo to twórczość zespołu w obu stylach wypada całkiem przekonywująco. Muzyka o tego momentu ma bowiem, jak to określają recenzenci, więcej kopa. Są to melodyjne i pełne energii utwory o przebojowym charakterze. A teksy utworów są zarówno na serio jak i z przymrużeniem oka. Jako jeden z wyróżniających się utworów wymienia się kompozycję zatytułowaną „Uciekająca wolność”. Była to bowiem piosenka, dzięki której zespół został zakwalifikowany do festiwalu w Jarocinie z 1994 r..
A muzycy sami przyznają, że na ten czas gdy powrócili na scenę, to street punk / oi! był dla nich tym, co warto było wówczas słuchać i co ich inspirowało. Tym bardziej, że ówczesny powinien renesans tej części sceny, wnosił zastrzyk siły, dumy i optymizmu, bez którego punk w Polsce tak jak w innych krajach byłby wówczas w głębokim kryzysie. Zmiana kierunku w twórczości miała swoje odbicie także tekstach i w płynących z nich przekazach. Czysto street punkowo nowe utwory w tej warstwie znacznie odbiegały o wcześniejszej twórczości. To już był nie bunt, bo to przeciwko czemu wcześniej się buntowano minęło, lecz muzyka do odreagowania i zabawy. Pojedyncze zaś zaangażowane teksty z nowego okresu działalności to utwory, których wcześniej nie udało się zespołowi wydać, a ich nowa odsłona wynika – jak twierdzą muzycy – bardziej z sentymentu niż rzeczywistego przesłania. Podkreślają także, że ich działania w zespole to łączenie przyjemnego z pożytecznym. Jest w tym zabawa, jest oderwanie się od codzienności i jest determinacja do tworzenia, nagrywania oraz dłuższego zaistnienia na scenie.
Jak z „przymrużeniem oka” stwierdził jeden z recenzentów, Kastracja to zespół muzyczny o mrożących krew w żyłach każdego faceta nazwie.

## Dyskografia

### Dyskografia zespołu
Dyskografia zespołu – albumy muzyczne i ich wydania:
- „Nie Będzie Powrotu”: brak informacji od dacie wydania (przed 1993 r.), kaseta magnetofonowa, wytwórnia ABC Tapes[1][2][18]
- „Kto Zastrzelił Dezertera?”: 1994 r. / 1993 r., kaseta magnetofonowa, wytwórnia Tylko Pank (identyfikator albumu: 020)[1][2][15]
- „Mijający Czas”: 1995 r., kaseta magnetofonowa, wytwórnia Tylko Pank (identyfikator albumu: 036)[1][2][19]
- „Nie będziemy tacy ...”: 2004 r., płyta kompaktowa, wytwórnia Jimmy Jazz Records (identyfikator albumu: JAZZ 069)[2][7][20][21]
- Jak Ci minął dzień?: 2016 r., Bandcamp[14].

### Składanki
Składanki (albumy kompilacyjne), na których zamieszczono utwór lub utwory zespołu:
- „Punk's Not Deat”: 1994 r., kaseta magnetofonowa, wytwórnia Tylko Pank (identyfikator albumu: 001)[23]
- „Niszcz Faszyzm”: brak informacji od dacie wydania, kaseta magnetofonowa, wytwórnia Tylko Pank (identyfikator albumu: 021)[24]
- „Punks, Skins & Rudeboys Now! Vol. 12”: 2005 r., płyta kompaktowa, wytwórnia Jimmy Jazz Records (identyfikator albumu: Garaż Nr 22)[25]
- „Prowadź mnie ulico vol. 2”: 2005 r., płyta kompaktowa, wytwórnia Jimmy Jazz Records (identyfikator albumu: JAZZ 077), seria: „Prowadź mnie ulico”[8][9][26]
- „Muzyka ulicy muzyka dla mas vol. 2”: 2006 r., płyta kompaktowa, wytwórnia Olifant Records (identyfikator albumu: Olifant Records 014, ALT 1188), seria: „Muzyka ulicy muzyka dla mas”[27][28][29][30]
- „Tattoofest 2010”: 2010 r., płyta kompaktowa, wytwórnia Not On Label[31]
- „Muzyka ulicy muzyka dla mas vol. 3”: 2014 r., płyta kompaktowa, wytwórnia Olifant Records (identyfikator albumu: Olifant Records 58, T-4749, Olifant Records 058), seria: „Muzyka ulicy muzyka dla mas”[32][33].

### Teledysk
Zespół nagrał teledysk do utworu „Mój Fiat”. Czas trwania wideoklipu wynosi 2 minuty i 57 sekund. Wymieniony utwór pochodzi z albumu „Nie Będziemy Tacy...”, który wydany był w 2004 r. przez Jimmy Jazz Records. Z tego względu wydawca na swoim oficjalnym profilu prowadzonym w ramach serwisu internetowego Youtube prezentuje przedmiotowy klip. Wideoklip był także zamieszczony jako bonus na wymienionej wyżej płycie „Nie Będziemy Tacy...”.

### Covery
Pośród utworów wykonywanych przez zespół można znaleźć także utwory innych wykonawców w interpretacji grupy Kastracja. Wyróżniane covery to między innymi:
- „Gest idoli” – Karcer
- „Kwiaty” – Cela nr 3
- „Nie pomogą” – Defloracja[1]
- „Someone's Gonna Die Tonight” – Blitz[6][20]
- „Watch Your Back” – Cock Sparrer[6][20].